# Anomalophlebia nitida
Anomalophlebia nitida är en trollsländeart som beskrevs av Belle 1995. Anomalophlebia nitida ingår i släktet Anomalophlebia och familjen flodtrollsländor. Inga underarter finns listade i Catalogue of Life.